# 澤渡站
澤渡站（日语：／ Sawando eki */?）是位於日本長野縣伊那市西春近，屬於東海旅客鐵道（JR東海）飯田線和日本貨物鐵道（JR貨物）的車站。此站至赤木車站之間的路段坡度達40‰。在1997年10月信越本線橫川站至輕井澤站間坡度66‰的路段廢線後，該路段成為JR集團營運中最陡峭的路段。

## 車站構造

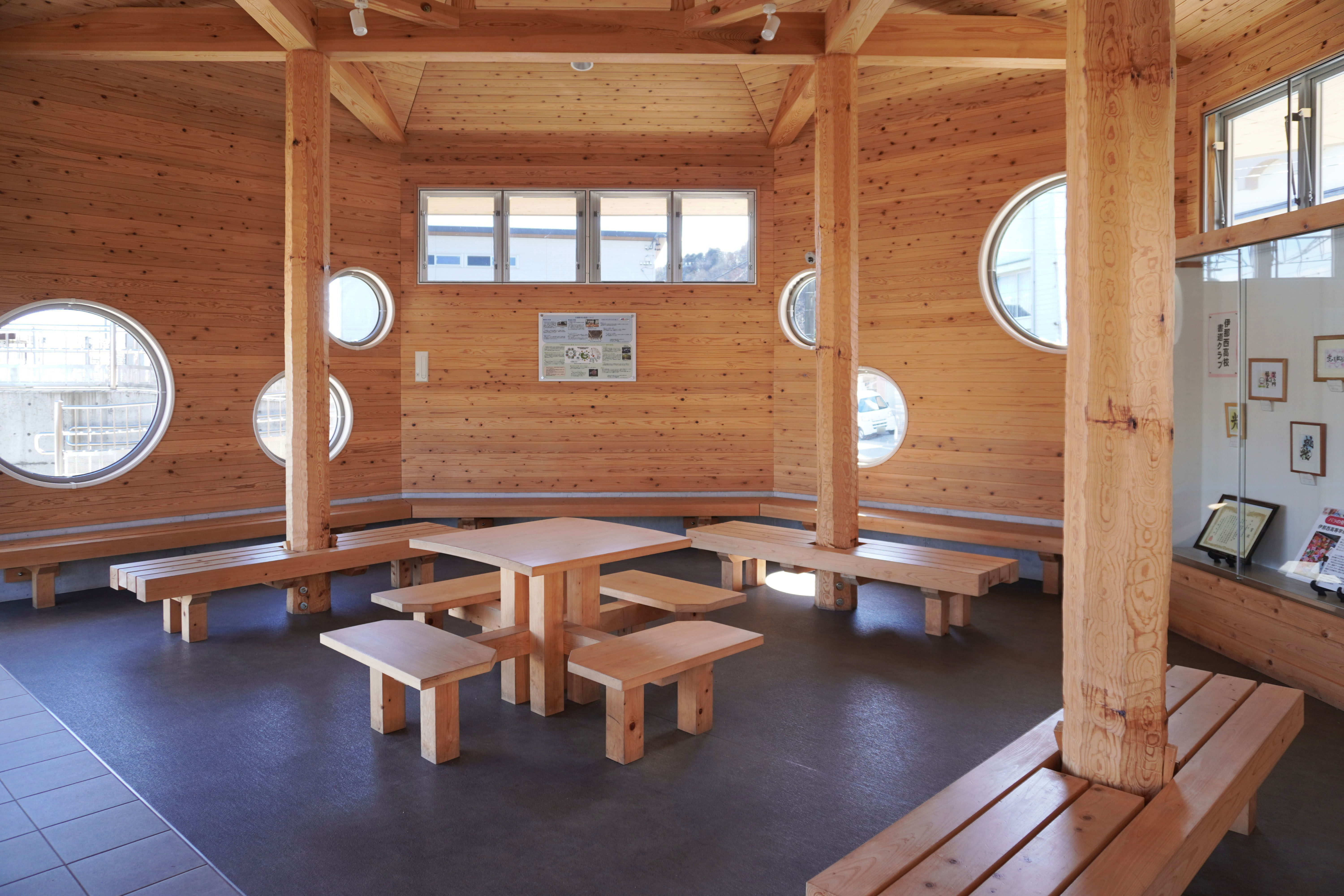
車站內部（2023年3月）
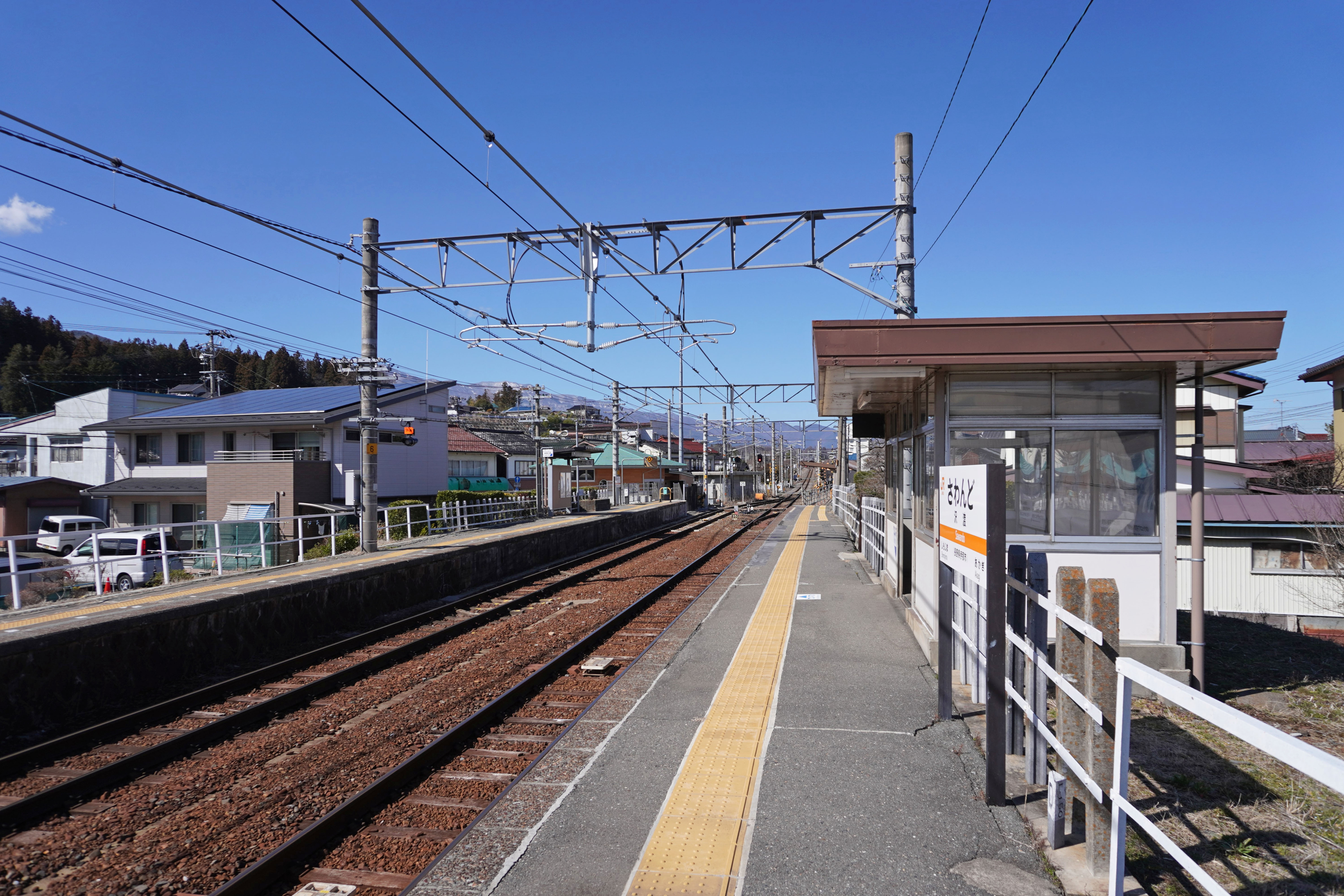
月台（2023年3月）
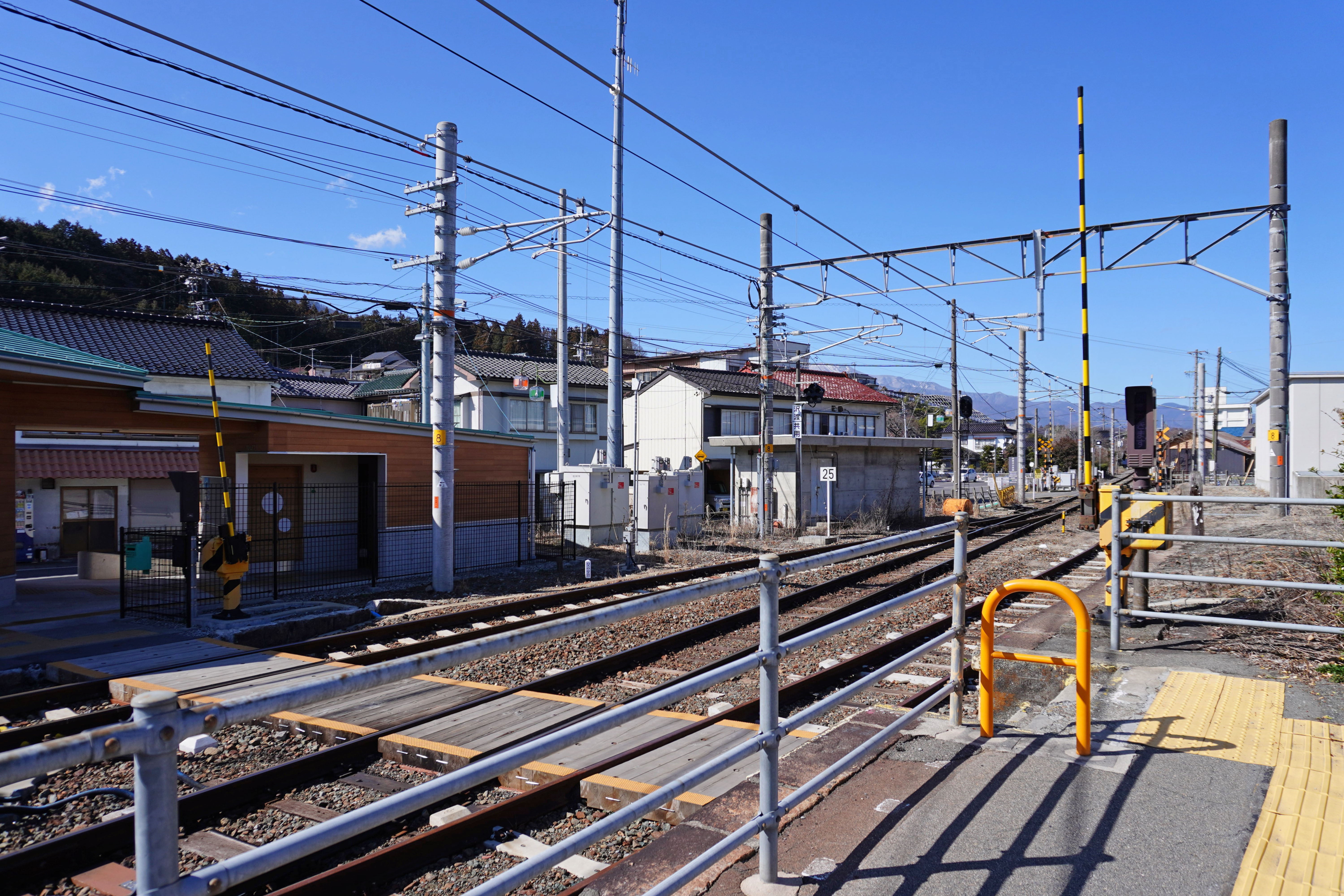
平交道（2023年3月）

本站為相對式月台2面2線的地上車站，且可以進行列車交會。站房位於下行月台，往下島站方向的月台端則設有平交道。本站是由伊那市站管理的無人站，過去曾設有供貨物列車使用的側線。而站內在2013年4月1日之前則設有綠窗口。

### 月台配置
| 月台 | 路線   | 方向 | 目的地           |
| ---- | ------ | ---- | ---------------- |
| 1    | 飯田線 | 下行 | 辰野方向         |
| 2    | 飯田線 | 上行 | 飯田、天龍峽方向 |

## 車站周邊
站舍外是長野縣道221號宮田澤渡線，站前有小型的商店街。
- 天龍川
- 伊那市政廳西春近支所（與西春近公民館併設）
- 國道153號
- 上伊那農業協同組合
- 伊那西高等學校
- 伊那警署西春近派出所
- Arupusu中央信用銀行春近分店
- 伊那食品工業澤渡、藤澤工場
- 西春近郵局

## 利用狀況
以下為每年平均每日上落車人次：
- 562人（2005年）
- 554人（2006年）
- 550人（2007年）
- 546人（2008年）
- 502人（2009年）

## 历史
- 1913年（大正2年）12月27日 - 伊那電車軌道（1919年改名為伊那電氣鐵道）宮田站至伊那町（現在的伊那市）延伸段啟用，新設澤渡站。
- 1943年（昭和18年）8月1日 - 伊那電氣鐵道線國有化，成為國鐵飯田線車站。
- 1962年（昭和37年） - 西春近村擁有的專用側線開始使用。當時是位於西春近村。1965年（昭和40年）與伊那市合併後，歸西春近財產區所有。
- 1967年（昭和42年）3月31日 - 伊那女子高校（現在的伊那西高校）開校，使用人次增加，擴展候車區。
- 1971年（昭和46年）12月1日 - 行李起卸服務和専用線都停用，只有貨物服務還在服務。
- 1987年（昭和62年）4月1日 - 因國鐵分割民營化，本站成為東海旅客鐵道的車站。
- 1996年（平成8年）3月 - 沒有貨物列車出發和到達。
- 1998年（平成10年）3月31日 - 開始業務委託，由JR東海子公司東海交通事業派員於白天售票。
- 2013年4月1日 - 廢止綠色窗口，完全成為無人站[2]。

## 相鄰車站
東海旅客鐵道
 飯田線
■快速（包括「みすず」）
宮田－（一部分停靠赤木）－澤渡－（一部停靠下島）－伊那市
■普通
赤木－澤渡－下島